# محوطه سیرجان
محوطه سیرجان مربوط به دوره اشکانیان است و در شهرستان سرباز، بخش پیشین، دهستان جکیگور، ۱ کیلومتری روستای سیرجان واقع شده و این اثر در تاریخ ۲۷ اسفند ۱۳۸۷ با شمارهٔ ثبت ۲۶۳۴۸ به‌عنوان یکی از آثار ملی ایران به ثبت رسیده است.